# اچ‌ام‌اس کمپثورن (کی۴۸۳)
اچ‌ام‌اس کمپثورن (کی۴۸۳) (به انگلیسی: HMS Kempthorne (K483)) یک کشتی بود که طول آن ۲۸۹٫۵ فوت (۸۸٫۲ متر) بود. این کشتی در سال ۱۹۴۳ ساخته شد.